# Solomon Leon Skoss
Solomon Leon Skoss est un érudit juif arabisant du XXe siècle (Tchoussovoï, 1884 - Philadelphie, 1953).

## Éléments biographiques
Zalman Leib Skoss naît à Tchoussovoï, en Sibérie. Après des études à la yeshiva (académie talmudique) de Dubroŭna, il effectue son service militaire en Russie. Émigré aux États-unis en 1907, il peine à trouver sa voie avant d’entamer des études d’arabe à l’université de Pennsylvanie et au Dropsie College auprès de son mentor Benzion Halper auquel il succède après sa mort. Il enseigne alors la philologie judéo-arabe jusqu’à son décès.

## Œuvre
Collaborant à de nombreuses revues spécialisées et à la rédaction de l’Encyclopedia Judaica germanophone, S.L. Skoss édite, à partir de manuscrits conservés dans les bibliothèques de Léningrad et d’Oxford, le commentaire sur la Genèse en arabe d’Ali ibn Suleiman le Karaïte (1928) et le Kitab Jami' al-Alfaẓ de David ben Abraham al-Fassi, un dictionnaire hébreu-arabe de la Bible (2 volumes, 1936 & 1945). Son analyse de fragments des œuvres grammaticales de Saadia Gaon conservés dans la Gueniza du Caire est publiée à titre posthume en 1955, sous le titre de Saadiah Gaon, the Earliest Hebrew Grammarian. D’autres essais et articles, parmi lesquels un article sur l’apiculture dans le Talmud, ont été rassemblés et publiés en 1957, sous le titre de Portrait of a Jewish Scholar, Essays and Addresses 